# Wells Fargo Center (Philadelphie)
Pour les articles homonymes, voir Wells Fargo Center.
Le Wells Fargo Center (surnommé The Big House, The Loud House, The Wack, The F.U. Center ou encore The Big Bank Building) est une salle omnisports située à Philadelphie en Pennsylvanie, dans le South Philadelphia Sports Complex qui inclut le Lincoln Financial Field, le Citizens Bank Park et le Wachovia Spectrum.
Depuis 1996, c'est la patinoire des Flyers de Philadelphie de la Ligue nationale de hockey et le parquet des 76ers de Philadelphie de la National Basketball Association. Elle est également le domicile des Philadelphia Wings de la National Lacrosse League depuis 1997.
Le Wells Fargo Center a une capacité de 20 318 places pour le basket-ball et 19 519 pour le hockey sur glace. Il possède 126 suites de luxe, 14 club boxes et 1 880 sièges de club pour les plus fortunés. Environ 6 100 places de stationnement sont disponibles sur un site commun avec le Wachovia Spectrum. Les places sont réparties en huit aires de stationnement qui sont éclairées et patrouillées par les forces de sécurité. Surnommé "The Loud House", l'amphithéâtre est réputé comme très bruyant par les cris des partisans des Flyers et de sa puissante sirène des buts aux décibels extrêmes. Contrairement aux autres arénas de la LNH, la patinoire a deux logos des Flyers qui sont placés verticalement aux sens opposés dans le cercle central de la surface de jeu au lieu d'un seul à la position horizontale, les Flyers sont la seule équipe de la ligue qui a ce genre de marquage du logo de l'équipe locale.

## Histoire
Le Wells Fargo Center fut inauguré le 31 août 1996 sur ce qui était autrefois le site de l'ancien John F. Kennedy Stadium, pour un coût de construction de 206 millions $ de dollars, en grande partie financé par des fonds privés (la ville et l'État ont aidé pour payer l'infrastructure). Le bâtiment, conçu par les architectes de la firme Ellerbe Becket, est situé au coin sud-ouest du complexe sportif du sud de Philadelphie, qui comprend le Lincoln Financial Field, le Citizens Bank Park, et son prédécesseur, le Wachovia Spectrum.
Le 1er novembre 1996, les Sixers jouent leur premier match dans leur nouveau domicile, et perdent contre les Bucks de Milwaukee, 111 à 103. L'arène a été inaugurée sous le nom de CoreStates Center, car CoreStates Bank a consenti à payer 40 millions $ de dollars pour les droits d'appellation sur 21 ans avec des termes supplémentaires devant être résolus plus tard pour une période de huit années supplémentaire à la fin du contrat. Le 1er septembre 1998, les droits d'appellation ont été repris par First Union Bank qui racheta CoreStates Bank en 1998 puis First Union Bank fusionna avec la banque Wachovia en 2003, alors la salle pris le nom de Wachovia Center le 28 juillet 2003. Quand elle se nommait encore First Union Center, elle était affectueusement connue sous le surnom de "F.U. Center" par les Philadelphiens. La salle est occupée 230 jours par an en moyenne et possède 7 restaurants (Cadillac Grille, Chickie's & Pete's, Bullies...) de cuisine différente ainsi qu'une brasserie qui fabrique sur place la bière.
Le 17 avril 1998, 21 305 spectateurs assistent à un match entre les Sixers et les Bulls de Chicago, c'est le record d'affluence historique à domicile pour la franchise philadelphienne qui se réalise dans le Wachovia Center. Les Bulls, dirigé par Michael Jordan, remportèrent le match 87 à 80.
Le 6 décembre 2002, le groupe de rock Guns N' Roses a joué un concert du Chinese Democracy Tour.
À cause du lock-out de la saison 2004-2005 de la LNH, l'indisponibilité de glace au Wachovia Spectrum causé par d'autres événements, a fait que l'équipe affilié des Flyers, les Phantoms de Philadelphie de la Ligue américaine de hockey, ont joué leurs matchs à domicile au Wachovia Center.
Le bâtiment a aussi établi un record en février 2006 pour la plus haute affluence lors d'un match de basket-ball universitaire dans l'État de Pennsylvanie quand les Villanova Wildcats ont battu les UConn Huskies.
Le 1er août 2006, Comcast-Spectator a annoncé qu'il installerait un nouveau tableau d'affichage central pour remplacer l'original fait par Daktronics. Le nouveau tableau d'affichage, est fabriqué par ANC Sports, il sera semblable aux autres tableaux dans les nouvelles arènes NBA tel que le FedExForum. D'autres rénovations seront faites pour le dixième anniversaire du Wachovia Center comme l'amélioration des suites avec l'ajout de nouveaux écran plat HDTV.
En juillet 2010, l'aréna change une nouvelle fois de nom et s'intitule désormais Wells Fargo Center à la suite du rachat de la banque Wachovia par la Wells Fargo.

## Événements
- Coupe du monde de hockey 1996, 1996 (3 matchs)
- WWF in Your House 10: Mind Games, 22 septembre 1996
- Finales de la Coupe Stanley, 1997 et 2010
- 1998 United States Figure Skating Championships, 1998
- NLL Championship, 1998
- AHL All-Star Classic, 1999
- WWE WrestleMania XV, 28 mars 1999
- Wing Bowl, depuis 2000
- Final Four basket-ball NCAA féminin, 2000
- WWE Unforgiven, 24 septembre 2000
- Republican National Convention, 2000
- NCAA Tournament, Région Est, 2001 (gagné par Duke Blue Devils)
- NBA Finals, 2001
- Concerts de Madonna (Drowned World Tour), les 21 et 22 juillet 2001
- Concert de Britney Spears : Dream Within A Dream Tour, le 10 décembre 2001, puis le 28 juin 2002, Onyx Hotel Tour le 31 mars 2004, The Circus Starring : Britney Spears, le 30 août 2009, puis dernièrement le 30 juillet 2011 pour son Femme Fatale Tour.
- NBA All-Star Game 2002, 10 février 2002
- X Games, 17-22 août 2001
- X Games, 15-19 août 2002
- Royal Rumble, 25 janvier 2004
- Concerts de Madonna (Re-Invention Tour), les 4 et 5 juillet 2004
- Série À la Maison-Blanche site de la Republican Convention (fiction), saison 2004-05
- Finales de la Coupe Calder, 2005
- NCAA Tournament, première et seconde séries, 2006 et 2009
- WWE Survivor Series, 26 novembre 2006
- American Idol, 2007
- Gymnastic Olympic Trials, 2008
- 1er et 2d tours du tournoi du Championnat NCAA de basket-ball, mars 2009
- WWE Night Of Champions, 26 juillet 2009
- NCAA Men's Wrestling Championship, 2011
- Concert de Rihanna, 23 juillet 2011
- Concert de Madonna (The MDNA Tour), le 28 août 2012
- Concert de Lady Gaga : The Monster Ball Tour pour les 14 et 15 septembre 2010 The Born This Way Ball Tour les 19 et 20 février 2013 (annulé pour cause de santé) artRAVE : The ARTPOP Ball le 12 mai 2014 et dernièrement The Joanne World Tour les 10 et 11 septembre 2017
- WWE Money In The Bank, 14 juillet 2013
- Smackdown du 10 janvier
- Royal Rumble, 25 janvier 2015
- Concert de Madonna (Rebel Heart Tour), le 24 septembre 2015
- Convention du Parti démocrate, 25 au 28 juillet 2016.
- Concert d'Ariana Grande (Dangerous Woman Tour), 1er mars 2017
- Royal Rumble, 28 janvier 2018
- Concert de Madonna (The Celebration Tour), le 25 janvier 2024

## Galerie

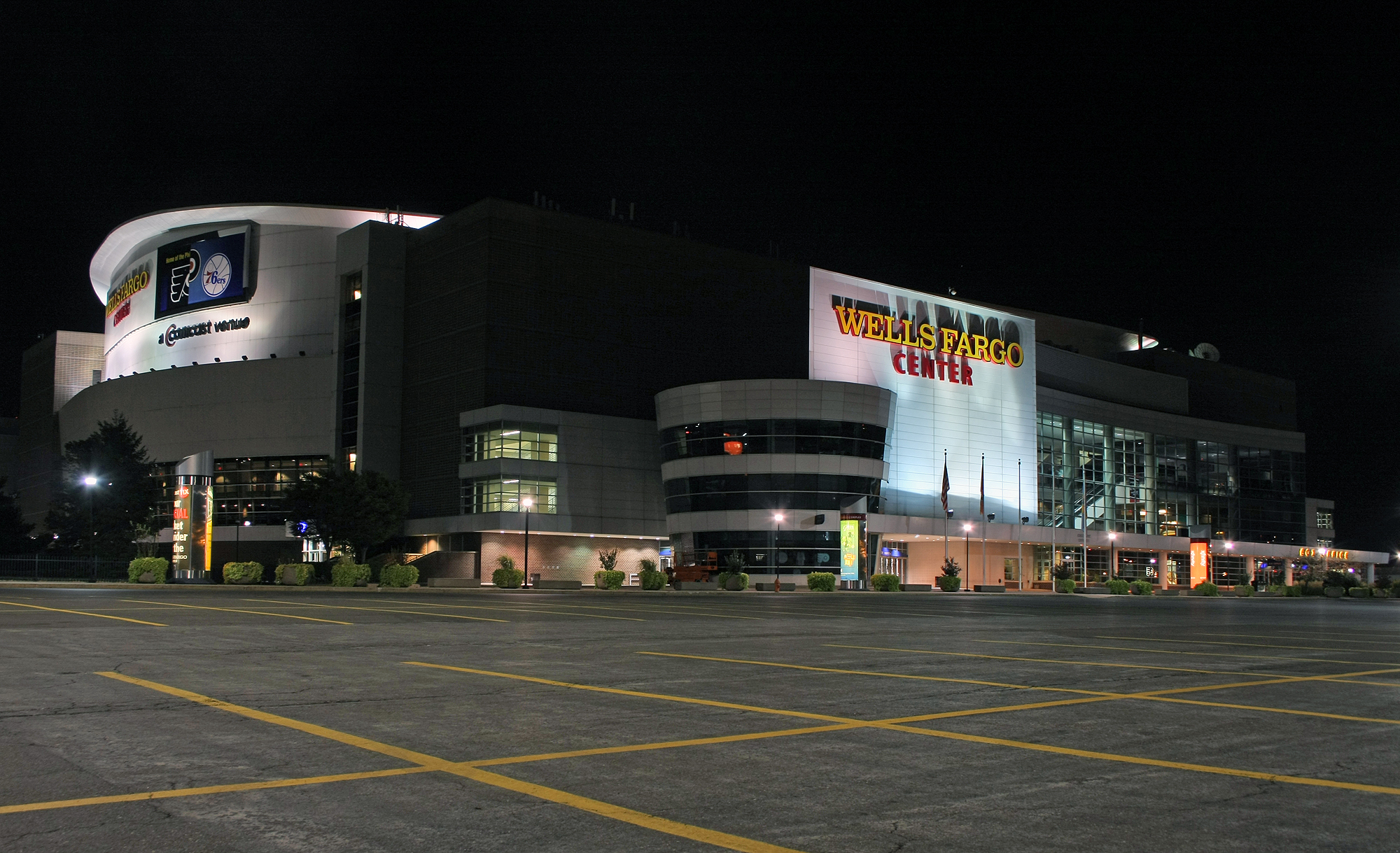
De nuit
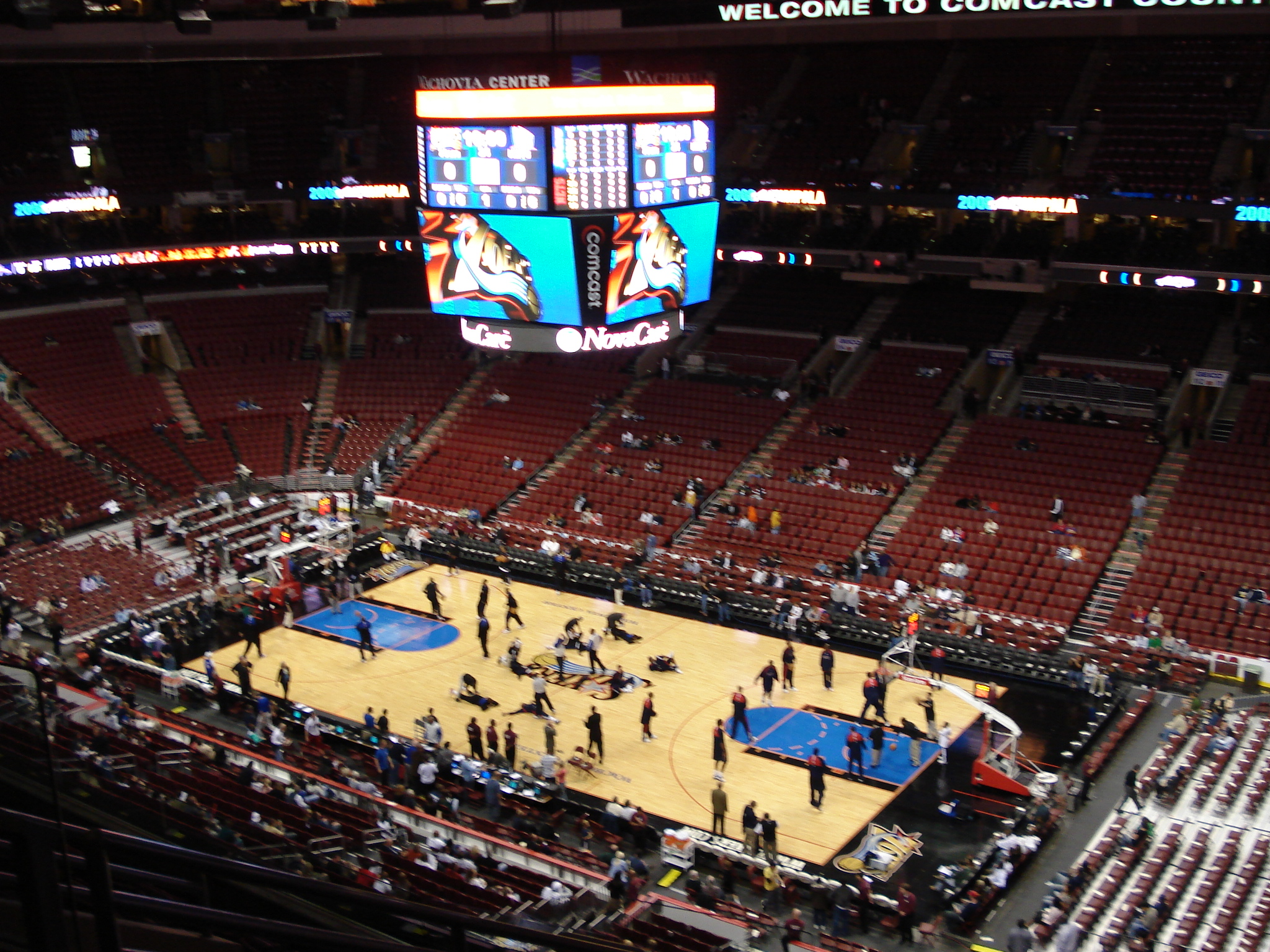
Parquet des Sixers
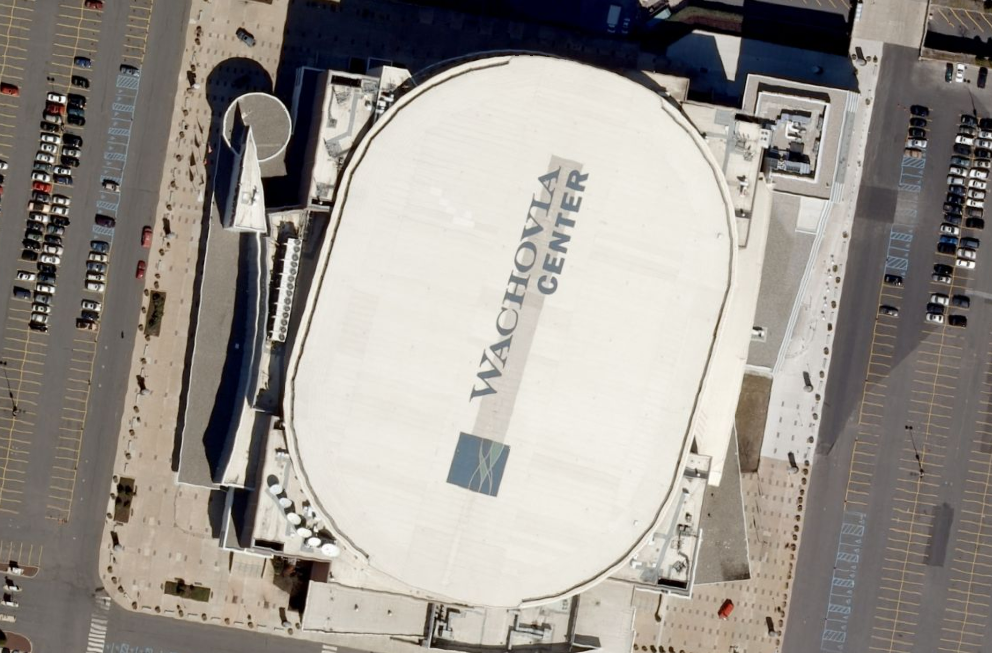
Image satellite
Ancien logo (2003-2010)